# Großgöttfritz
Großgöttfritz är en ort och kommun  i Österrike. Den ligger i distriktet Zwettl i förbundslandet Niederösterreich, 90 kilometer nordväst om huvudstaden Wien. 
Kommunen består av åtta orter (Ortschaften) (inom parentes invånarantal 1 januari 2024):

- Engelbrechts (57)
- Frankenreith (136)
- Großgöttfritz (269)
- Großweißenbach (366)
- Kleinweißenbach (134)
- Reichers (68)
- Rohrenreith (157)
- Sprögnitz (132)